# François Auguste de Thou
François-Auguste de Thou (Parigi, 1607 – Lione, 12 settembre 1642) è stato un magistrato francese.
Venne decapitato su ordine del cardinale Richelieu per aver cospirato contro di lui, con gli spagnoli assieme a Enrico di Cinq-Mars, nella cospirazione di Cinq-Mars.

## Biografia
Figlio maggiore di Jacques-Auguste de Thou, era consigliere al parlamento di Parigi nel 1626 e consigliere di Stato poco dopo. Nel 1617 ereditò dal padre la carica di Maitre de la Librairie ma lasciò l'incarico a Nicolas Rigault, garde de la Bibliothèque du roi. Collezionista di libri antichi, possedeva il Minuscule 601, un manoscritto di una parte del Nuovo Testamento redatto in greco antico e datato al XIII secolo, che Colbert donò alla Bibliothèque royale e che è ora alla Biblioteca nazionale di Francia (cote Gr. 104).
Commise l'imprudenza di legarsi ai nemici del cardinale Richelieu, che lo sollevò da tutti i suoi incarichi. Venne perdonato per i contatti intrattenuti con la regina Anna d'Austria e Marie de Rohan-Montbazon ma condannato per i contatti con Cinq-Mars, pupillo del re Luigi XIII. Non rivelò gli accordi con la Spagna, e il silenzio gli fu fatale. Venne decapitato a Lione, in place des Terreaux, lo stesso giorno del colpevole principale.